# Jan Batory
Jan Batory (né le 23 août 1921 à Kalisz en Pologne et mort le 1er août 1981 à Varsovie) est un réalisateur et scénariste polonais.

## Biographie
Jan Batory a notamment réalisé Histoire de deux enfants qui volèrent la Lune, un film populaire polonais de 1962,  (titre polonais :  O dwóch takich, co ukradli księżyc) basé sur un livre pour enfants de Kornel Makuszyński. Film dans lequel les frères jumeaux monozygotes Jarosław et Lech Kaczyński ont joué dans leur enfance le rôle de sympathiques garnements. Ils ont tous deux gagné un niveau de célébrité qui leur sera ultérieurement utile dans leur carrière politique.

## Filmographie

### Comme réalisateur
- - 1955 : Podhale w ogniu
  - 1961 : Odwiedziny prezydenta
  - 1962 : O dwóch takich, co ukradli księżyc
  - 1963 : Ostatni kurs
  - 1964 : Spotkanie ze szpiegiem
  - 1966 : Lekarstwo na miłość
  - 1968 : Dancing w kwaterze Hitlera
  - 1969 : Ostatni świadek
  - 1972 : Jezioro osobliwości
  - 1976 : Con amore
  - 1976 : Karino
  - 1979 : Skradziona kolekcja
  - 1981 : Zapach psiej sierści

### Comme scénariste
- - 1955 : Podhale w ogniu
  - 1962 : O dwóch takich, co ukradli księżyc
  - 1966 : Lekarstwo na miłość
  - 1968 : Dancing w kwaterze Hitlera
  - 1972 : Jezioro osobliwości
  - 1974 : KarinoKarino (serial)
  - 1976 : Karino
  - 1979 : Skradziona kolekcja
  - 1981 : Zapach psiej sierści